# Michael Jidsjö
Lars Michael Erik Jidsjö, född 7 april 1990 i Örebro, är en svensk fotbollsspelare som senast spelade i Dalkurd FF.
Jidsjö gjorde 2009 två matcher för inhopp Örebro SK i allsvenskan och har 15 pojklandskamper på meritlistan.

## Klubbar
- Karlslunds IF
- Örebro SK
- Dalkurd FF

## Fotnoter
1. ↑  Bäckström, Markus (10 april 2011). ”Dalkurd värvar från Örebro SK”. Dalarnas Tidningar. Arkiverad från originalet den 21 juni 2011. https://web.archive.org/web/20110621083225/http://www.dt.se/sport/1.3076590-dalkurd-varvar-fran-orebro-sk. Läst 17 november 2011. (svenska)